# 天津市市管国有企业
天津市市管国有企业，指天津市人民政府国有资产监督管理委员会直接监管的国有企业。
根据《天津市国资监管清单》，天津市市管国有企业的发展战略管理、主营业务、投资管理、改制重组管理等14个监管事项，受到天津市国资委的监管。